# Étoile de l'Étoile rouge
Étoile de l'Étoile rouge (Zvezdina zvezda) est un titre décerné aux joueurs ayant eu un impact majeur dans l'histoire du club de football de l'Étoile rouge de Belgrade et qui ont permis au club de se faire connaître à travers le monde. Officiellement il n'y a que cinq joueurs et l'équipe championne d'Europe en 1991 qui se sont vu décerner ce titre :
- Rajko Mitić ;
- Dragoslav Šekularac ;
- Dragan Džajić ;
- Vladimir Petrović ;
- Dragan Stojković ;
- La génération 1991.